# 船山隆
船山 隆（ふなやま たかし、1941年5月2日 - ）は日本の音楽学者、現代音楽研究家、批評家。東京芸術大学名誉教授、東京オペラシティ文化財団評議員。戸籍名は舩山隆だが、著作では船山隆という表記を使っている。

## 経歴
1941年5月2日郡山市生まれ。福島県立安積高等学校を経て、1960年東京芸術大学音楽学部楽理科に入学。1967年同大学院音楽研究科修士コース修了。1972年から1974年にかけてパリ第８大学博士コースに在学。1984年東京芸術大学教授。2009年に定年退任、名誉教授となる。
1987年第1回津山国際総合音楽祭副監督に就任。第2回、第3回、第6回、第10回音楽監督を歴任。津山文化振興財団理事（1998年～2012年）、津山市音楽顧問（2002年～2012年）も務める。2014年より郡山市フロンティア大使。2016年より郡山市図書館名誉館長。
音楽祭の企画・構成については、東西の地平音楽祭（1983年）、表現主義音楽再考（1984年）、アリオン・レクチャー・コンサート（1985年～1990年）、東京の夏音楽祭（1985年～）、パリ日本文化会館武満徹フェスティヴァル（1997年）を担当した。また、京都賞、高松宮世界文化賞、京都音楽賞の選考委員を務める。
受賞・表彰としては、芸術選奨文部大臣新人賞（1986年、文部省）、サントリー学芸賞（1986年、サントリー文化財団）、芸術文化勲章シュヴァリエ（1988年、フランス政府）、有馬賞（1991年、NHK交響楽団）、福島県外在住功労者知事表彰（2015年、福島県知事）。また、音楽監督をつとめた第10回津山国際音楽祭が、サントリー地域文化賞（2018年、サントリー文化財団）を受賞した。2020年春、瑞宝中綬章受章。
サントリー音楽財団（1984年～）、アリオン音楽財団（1985年～）、東京オペラシティ文化財団（1995年～）の各評議員、日本フィルハーモニー交響楽団理事（1989年～2002年）。妻は音楽学者の船山信子。

## 著書
単著
- 『現代音楽 音とポエジー』小沢書店, 1973
- 『現代音楽 2 (時のレアリスム)』小沢書店, 1983
- 『ストラヴィンスキー 二十世紀音楽の鏡像』音楽之友社, 1985
- 『マーラー (カラー版作曲家の生涯)』新潮文庫 1987
- 『武満徹響きの海へ』音楽之友社, 1998

共著
- 『渡辺暁雄』(Music gallery wide  木之下晃写真, 渡辺信子共著 音楽之友社, 1996

### 翻訳
- ルネ・レイボヴィッツ『シェーンベルク』 (永遠の音楽家 白水社, 1970
- ボリス・ド・シュレゼール『バッハの美学』角倉一朗,寺田由美子共訳 バッハ叢書 3 白水社, 1977
- ピエール・ブーレーズ『ブーレーズ音楽論 徒弟の覚書』笠羽映子共訳. 晶文社, 1982
- ウラジミール・ジャンケレヴィッチ『ドビュッシー 生と死の音楽』松橋麻利共訳. 青土社, 1987
- アンリ=ルイ・ド・ラ・グランジュ『グスタフ・マーラー 失われた無限を求めて』井上さつき共訳. 草思社, 1993